# تقي أباد (غلزار بردسير)
تقي أباد (بالفارسية: تقی‌آباد) هي قرية تقع في إيران في البلدة المركزية. يقدر عدد سكانها بـ 45 نسمة .